# Budni(P.D), Mudhol
Budni(P.D) là một làng thuộc tehsil Mudhol, huyện Bagalkot, bang Karnataka, Ấn Độ.